# Saúl Ordóñez
Saúl Ordóñez Gavela (Ponferrada, 10 de abril de 1994) es un deportista español que compite en atletismo, especialista en las carreras de mediofondo. Ganó una medalla de bronce en el Campeonato Mundial de Atletismo en Pista Cubierta de 2018, en la prueba de 800 m.

## Trayectoria
Es internacional desde 2013 cuando debutó en el Campeonato Europeo sub-20. Fue campeón de España de 800 m al aire libre en 2017.
En marzo de 2018, en el Campeonato Mundial de Atletismo en Pista Cubierta, obtuvo la medalla de bronce en los 800 m, al quedar tercero en la final con un tiempo de 1:48,01, por detrás del polaco Adam Kszczot y del estadounidense Drew Windle.
Participó en los Juegos Olímpicos de Tokio 2020, en los 800 m, quedando quinto en su manga preliminar, sin poder avanzar a las semifinales.

## Palmarés internacional
| Campeonato Mundial en Pista Cubierta | Campeonato Mundial en Pista Cubierta | Campeonato Mundial en Pista Cubierta | Campeonato Mundial en Pista Cubierta |
| Año                                  | Lugar                                | Medalla                              | Prueba                               |
| ------------------------------------ | ------------------------------------ | ------------------------------------ | ------------------------------------ |
| 2018                                 | Birmingham (Reino Unido)             | Medalla de bronce                    | 800 m                                |

## Competiciones internacionales
| Representando a España | Representando a España               | Representando a España | Representando a España | Representando a España | Representando a España |
| Año                    | Competición                          | Sede                   | Puesto                 | Prueba                 | Marca                  |
| ---------------------- | ------------------------------------ | ---------------------- | ---------------------- | ---------------------- | ---------------------- |
| 2013                   | Campeonato Europeo Junior            | Rieti                  | 24.º (s.)              | 1500 m                 | 3:56,14                |
| 2015                   | Campeonato Europeo Sub-23            | Tallin                 | Medalla de plata       | 800 m                  | 1:48,23                |
| 2018                   | Campeonato Mundial en Pista Cubierta | Birmingham             | Medalla de bronce      | 800 m                  | 1:48,01                |
| 2018                   | Campeonato Europeo                   | Berlín                 | 10.º (sf.)             | 800 m                  | 1:46,82                |
| 2019                   | Campeonato Europeo en Pista Cubierta | Glasgow                | (DNF) (s.)             | 1500 m                 | –                      |
| 2021                   | Juegos Olímpicos                     | Tokio                  | 22.º (s.)              | 800 m                  | 1:45.98                |
| 2022                   | Campeonato Mundial en Pista Cubierta | Belgrado               | 18.º (s.)              | 1500 m                 | 3:43.67                |
| 2023                   | Campeonato Europeo en Pista Cubierta | Estambul               | 26.º (s.)              | 800 m                  | 1:51.72                |
| 2023                   | Campeonato Mundial                   | Budapest               | 16.º (sf.)             | 800 m                  | 1:44.74                |

## Marcas personales
| Prueba      | Marca   | Lugar     | Fecha                |
| ----------- | ------- | --------- | -------------------- |
| 800 metros  | 1:43.65 | Mónaco    | 20 de julio de 2018  |
| 1500 metros | 3:34.98 | Castellón | 24 de agosto de 2020 |

| Prueba      | Marca   | Lugar     | Fecha                |
| ----------- | ------- | --------- | -------------------- |
| 800 metros  | 1:46.62 | Boston    | 26 de enero de 2019  |
| 1000 metros | 2:18.81 | Boston    | 25 de enero de 2020  |
| 1500 metros | 3:39.40 | Karlsruhe | 2 de febrero de 2019 |